# Lakshmi Planum
Lakshmi Planum je náhorní plošina na povrchu Venuše ležící na vyvýšenině Ishtar Terra. Plošina je obklopena pohořími Akna Montes, Freyia Montes a nejvyšším pohořím na planetě Maxwell Montes. Byla pojmenována po Lakšmí, hinduistické bohyni bohatství. 